# Weinberg (Klein Kreutz)
Der Weinberg ist eine 62,8 m ü. NHN hohe, eiszeitlich geformte, auch Hohe Warte genannte Erhebung nahe dem Dorf Klein Kreutz, einem Ortsteil im Osten der Stadt Brandenburg an der Havel in Brandenburg.

## Morphologie
Der Weinberg entstand während der letzten, der Weichselkaltzeit. Von Nord- nach Mitteleuropa vordringende Eismassen formten einen Höhenzug von Endmoränenhügeln zwischen der Havel bei Klein Kreutz und dem Beetzsee bei Mötzow. Zu diesem Höhenzug ist der Weinberg als dessen höchste Erhebung zu zählen. Weiterhin gehört beispielsweise der Wasenberg zu diesem. Der Höhenzug wurde an der Eisrandlage 2 der Brandenburg-Phase geformt. Bei genauerer Betrachtung setzt sich der Höhenzug über die Talungen des Beetzsees nach Westen und der Havel nach Südosten fort. So wurde beispielsweise westlich des Beetzsees der Schwarze Berg geformt. Die Randlage 2 ist mit der Linie Schwarzer Berg – Hasselberg – Wasenberg – Weinberg – Götzer Berg nachvollziehbar.

## Nutzungsgeschichte

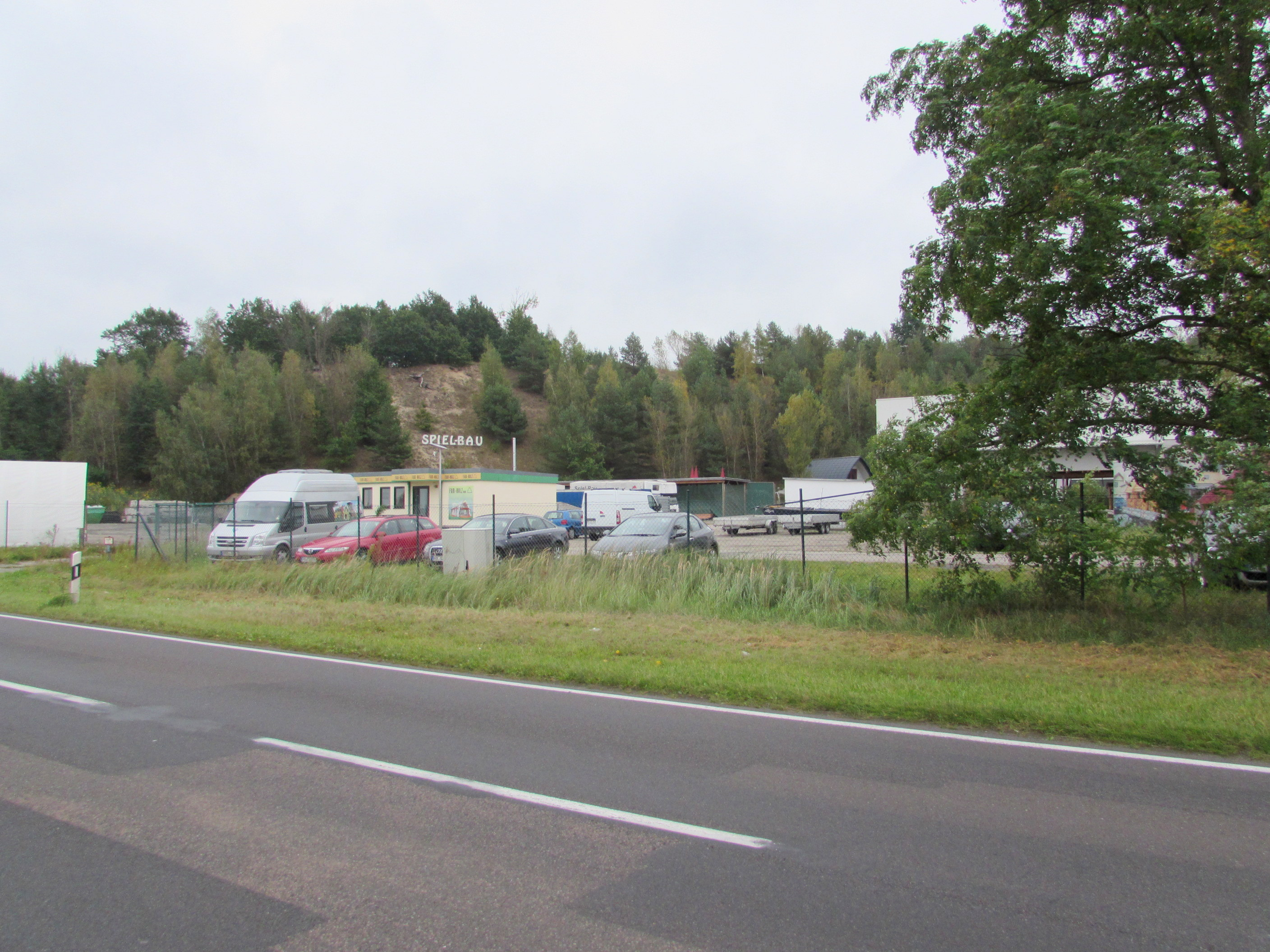
Ehemalige Tagebaufläche am Nordhang

Im Jahr 1324 schenkte der Markgraf Ludwig I. das Dorf Klein Kreutz der Neustadt Brandenburg einschließlich der Hohen Warte, die in der Schenkungsurkunde „Hogenwarde“ genannt wurde. In der Folge wurde die Hohe Warte zwischen zwei bedeutenden Verkehrswegen, der Heerstraße von Brandenburg nach Spandau und der Havel gelegen, als Teil der Landwehr der Neustadt ausgebaut.
Ab dem frühen 16. Jahrhundert wurde auf der Hohen Warte für mehr als drei Jahrhunderte Weinbau betrieben. So wurde zunächst ab dem Jahr 1515 nur vereinzelt Wein gepflanzt. 1525 wurde die Siedlung Klein Kreutzer Weinberge angelegt und der Rat der Neustadt erlaubte es 42 Bürgern der Stadt, die Hänge für den Anbau von Wein intensiv zu nutzen. Da die Flächen an der Hohen Warte jedoch begrenzt waren, wurde später der Weinanbau auch auf weitere Hügel nördlich ausgedehnt, sodass um Klein Kreutz zeitweise bis zu 25 Weinberge bestanden. Im Jahr 1802 sollen es schließlich sogar 46 Weinberge gewesen sein. Die Anlagen befanden sich meist im privaten Besitz wohlhabender Bürger der Neustadt und wurden von vor Ort wohnhaften Weinmeistern bewirtschaftet.´Während der Pestausbrüche im 16. Jahrhundert, die auch die Städte Altstadt Brandenburg und Neustadt Brandenburg heimsuchten, waren die Weinberge beziehungsweise die Ländereien Rückzugsorte der Besitzer. Im 19. Jahrhundert ging der Weinanbau schließlich immer weiter zurück. Im Jahr 1868 wurden noch auf etwa 9 Hektar Flächen Wein angebaut. In den folgenden Jahren wurden aber auch auf diesen Flächen der Anbau eingestellt. Sie wurden in bäuerliche Hand verkauft und die Produktion vor allem auf Obst umgestellt. So waren in der Folge vor allem Kirschen und Walnüsse Hauptanbaukulturen, aber auch Getreide. Die alten Weinmeisterhäuser wurden zurückgebaut. Am Nordwesthang entstand eine heute stillgelegte Bergbaufläche, auf der im Tagebau Kies und Sand abgebaut wurden. Die landwirtschaftlichen Flächen auf dem Berg liegen im 21. Jahrhundert brach.

## Schutzgebiete
Der Weinberg liegt im Landschaftsschutzgebiet Brandenburger Osthavelniederung und SPA-Gebietes Mittlere Havelniederung. Unterhalb des Südhangs zur Havel erstreckt sich das Naturschutzgebiet Mittlere Havel und das FFH-Gebiet Mittlere Havel Ergänzung aus.